# Кастелли-Калепьо
Кастелли-Калепьо (итал. Castelli Calepio) — коммуна в Италии, располагается в области Ломбардия, подчиняется административному центру Бергамо.
Население коммуны, на 01.01.2025 года, составляет 10 448 человек, плотность населения — 1038,93 чел./км². Занимает площадь 9,91 км². 
Почтовый индекс — 24060. Телефонный код — 035.
Покровителем коммуны почитается священномученик Лаврентий, празднование 10 августа.